# Fernand Simonart
Fernand Maximilien Simonart (* 22. Januar 1888 in Beauvechain; † 3. Juni 1966 in Löwen) war ein belgischer Mathematiker.

## Leben
Simonart studierte an der Katholischen Universität Löwen und wurde dort 1911 bei Charles-Jean de La Vallée Poussin promoviert. 1922 wurde er Professor an der Universität Löwen und hielt Vorlesungen über Geometrie, Algebra und Analysis. Seine umfangreiche Lehrtätigkeit übte er bis zu seiner Emeritierung im Jahr 1958 aus, wobei er ab Beginn der 1950er Jahre die Vorlesungen zur höheren Analysis von seinem wissenschaftlichen Lehrer de La Vallée Poussin übernahm. Außerdem war er Herausgeber späterer Auflagen von Lehrbüchern von de La Vallée Poussin zur Analysis und verfasste eine Studie zu dessen mathematische Arbeiten.
Sein Hauptarbeitsgebiet war die Analysis und speziell die Differentialgeometrie, über die er 1937 ein Lehrbuch veröffentlichte. Seine anderen Lehrbücher sowie die wissenschaftlichen Aufsätze verfasste er ausschließlich in Französisch.
Von 1937 bis 1939 war er Präsident der Belgischen Mathematischen Gesellschaft. 1946 wurde er zum korrespondierenden und 1953 zum vollen Mitglied der Académie royale des Sciences, des Lettres et des Beaux-Arts de Belgique gewählt. 1957 war er Präsident der Akademie und Vorsitzender der Classe des Sciences. Er war Großoffizier des Leopoldordens.